# いよたなるみ
いよた なるみ（1994年6月13日 - ）は、日本の女性YouTuber、女優。兵庫県出身、163 cm。YouTubeチャンネル「ボンボンTV」の元メンバー。

## 経歴
2017年8月 - YouTubeチャンネル「ナルミレイコ」にて活動開始、後に解散。
2018年2月 - YouTubeチャンネル「ボンボンTV」にて活動開始。なっちゃんという名前でUUUM社員YouTuberとして活動。
2018年3月 - 100万人突破記念ボンボンTV学園祭によっち、えっちゃん、りっちゃん、いっちー、なると出演、初のイベント出演。
2018年12月 - YouTube fanfest2018に出演。　ドラマ最後のねがいごとに菊地奈津美役として抜擢。ドラマの主題歌「ねがいごと」も歌った。
2019年4月 - 最後のねがいごと挿入歌「ONE MY DREAMER」を歌唱。
2019年6月 - 歌唱した「ボンボンドリーム」「ねがいごと」「ONE MY DREAMER」のカラオケ配信開始。
2019年7月21日 - 体調不良の為「ボンボンTV」を活動休止。
2020年1月31日 - ボンボンTVを卒業。
2020年2月 - いよたなるみとして活動開始。
2020年4月 - YouTubeチャンネル「いよたなるみ」に動画投稿開始。1本目の動画がYouTube急上昇入り。
2020年7月 - 自身のYouTubeチャンネルがチャンネル登録者数10万人突破。
2021年1月31日 - 所属事務所のUUUMから退所。
2021年末 - 一般男性と入籍。

## 人物
- 愛称は、なるみ[7]。
- 血液型は不明[1]。
- 特技は、自称モノマネ[1]。
- 好きな食べ物は、ソフトクリーム、チーズ[1]。
- 嫌いな食べ物は、すき焼きの葱、BBQの玉葱、うなぎ[1]。
- 星について考えることが好き[1]。
- 好きな言葉は、擬音語[1]。

## 出演

### テレビ
- 初対面トークショー!! 内村カレンの相席どうですか (2018年、フジテレビ)[8]

### 舞台
- 果てとチーク「いつかなれるよ」
- グーとパーでチョキを出す

### ミュージックビデオ
- ねがいごと (ボンボンTV　なっちゃん)
- ONE MY DREAMER (ボンボンTV)
- 魚になりたいわ (河内周)
- ひどい癖 (This is LAST)[9]

### 雑誌
- なかよし